# Beyond Meat
Beyond Meat  è un'azienda che produce sostituti per la carne e prodotti caseari a base di vegetali nata nel 2009 con sede a Los Angeles.

## Storia

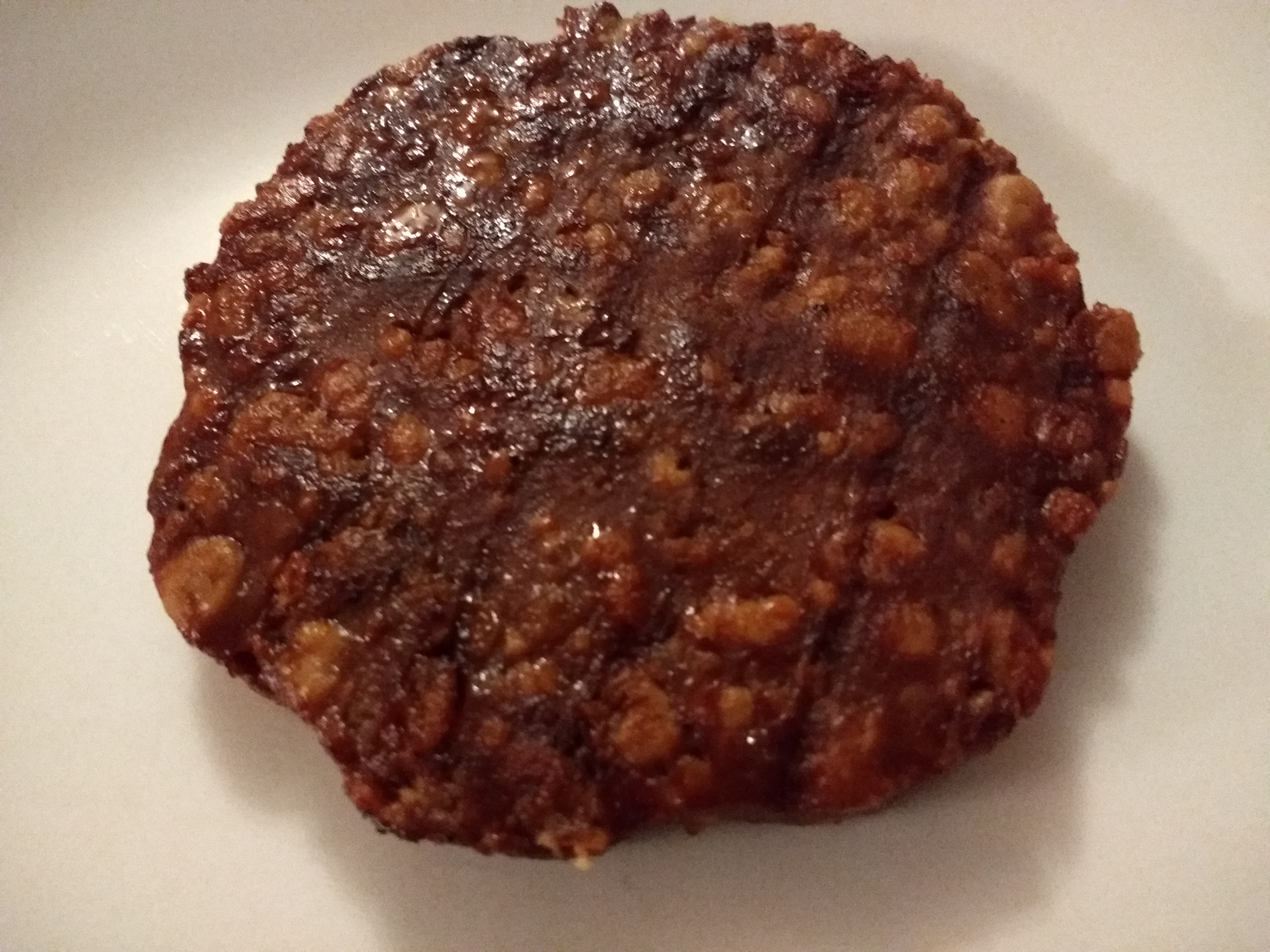
Il Beast Burger, il primo hamburger distribuito nel 2015

La Beyond Meat è stata inaugurata nel 2009 a Los Angeles.
Ha iniziato a vendere i suoi prodotti negli Stati Uniti nel 2013. Nel maggio 2016 ha messo in commercio il primo hamburger a base di verdure nella sezione dedicata alle carni dei negozi di alimentari. L'azienda produce alimenti progettati per sostituire le salsicce di maiale, la carne di pollo e quella di manzo.
Dave MacLennan, amministratore delegato di Cargill (multinazionale statunitense che fornisce proteine di piselli alla Beyond Meat), ha dichiarato che la domanda di prodotti a base vegetale aumenterà nei prossimi anni, cannibalizzando la quota di mercato attualmente riservata alla carne bovina e suina.